# Weißdorf
Weißdorf je obec v německé spolkové zemi Bavorsko, v zemském okresu Hof. Leží na Sále, osmnáct kilometrů jižně od Hofu. Žije zde přibližně 1 200 obyvatel.

## Geografie

### Místní části
Obec je oficiálně rozdělena na 13 částí:
| - Albertsreuth - Bärlas - Benk - Bug - Eiben b.Weißdorf - Einzel an der Kirchenlamitzerstraße - Einzel bei Wulmersreuth | - Lohmühle - Oppenroth - Schäferei - Schallersgrün - Weißdorf - Wulmersreuth |

## Historie
První písemná zmínka o obci pochází z roku 1364. V roce 1810 připadla obec, jako celá okolní oblast, Bavorsku.

## Památky
- evangelický kostel sv. Marie
- vodní zámek Weißdorf
- zřícenina hradu Uprode

## Demografie
| 1970 | 1987 | 2000 | 2011 |
| ---- | ---- | ---- | ---- |
| 1468 | 1256 | 1421 | 1187 |

## Osobnosti obce
- Johann Wolfgang Döbereiner, chemik